# Vladimir Morozov (kanotist född 1952)
Vladimir Ivanovitj Morozov (ryska: Владимир Иванович Морозов), född den 19 juli 1952 i byn Novaja Dmitrovka i Chimki rajon i Moskva oblast i Ryska SFSR i Sovjetunionen (nu Ryssland), är en rysk före detta kanotist, som liksom sin äldre namne, tävlade för Sovjetunionen.
Han tog OS-guld i K-4 1000 meter i samband med de olympiska kanottävlingarna 1976 i Montréal.